# Tudi Gong

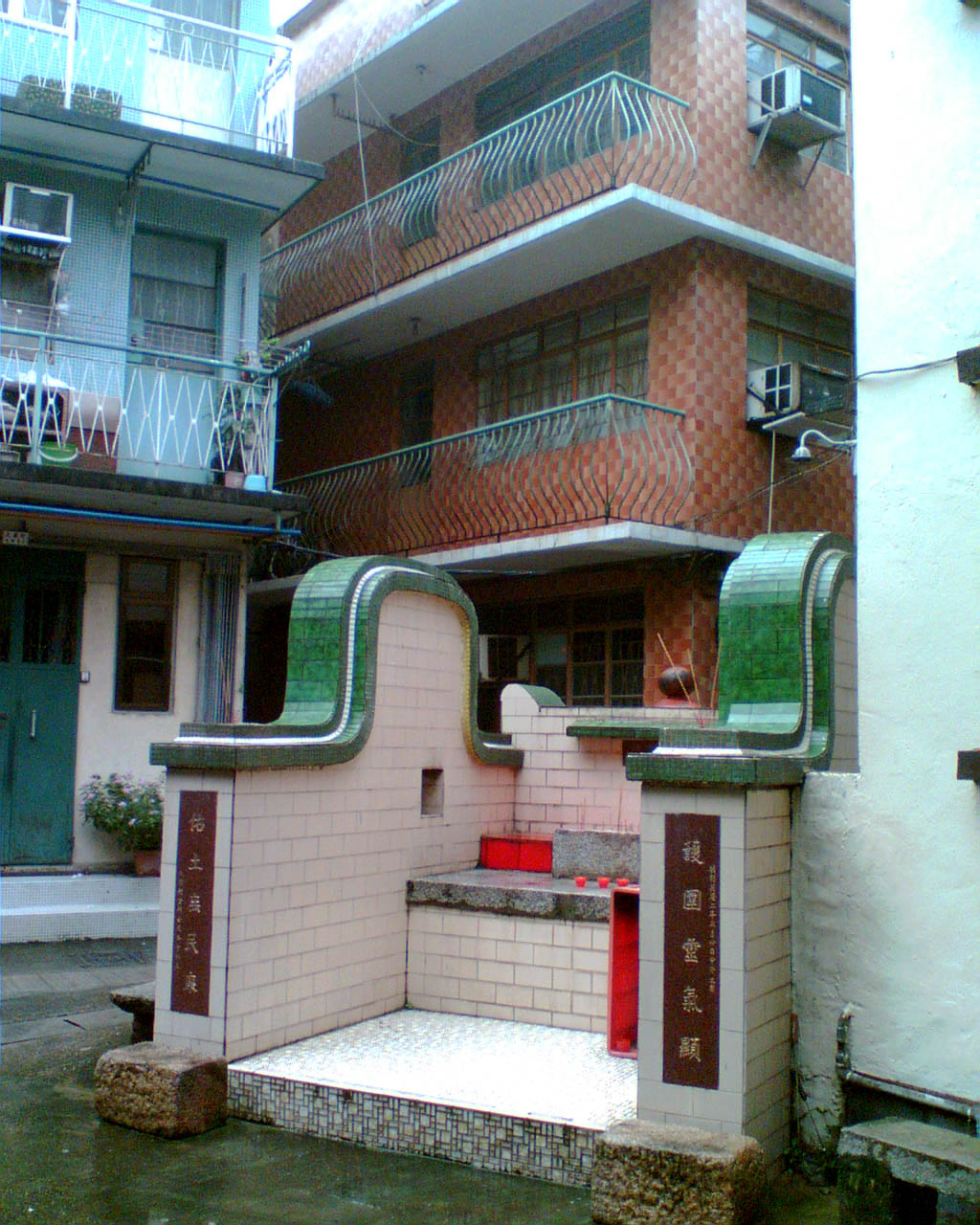
Altaartje van Tudi Gong in Tai Wai, Hongkong

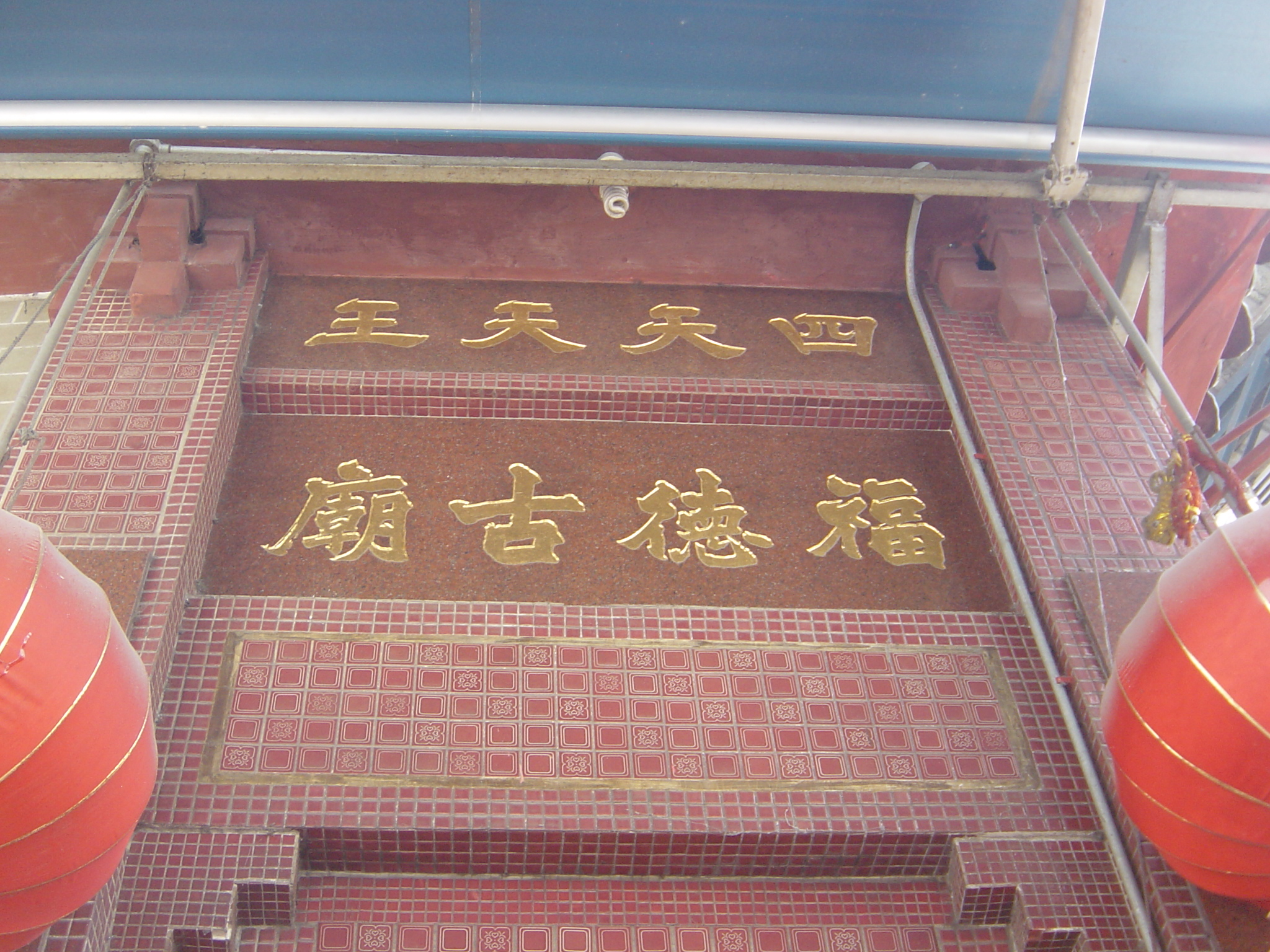
Fuk Tak Tempel in Tsim Sha Tsui, Hongkong

Tudi Gong (土地公) is de daoïstische god van de grond, landbouw, welvaart en dorpsaangelegenheden. Een formele naam voor hem is Fude zhengshen (福德正神). De Wai t'auw en de Hakkanezen noemen hem Paak Kong/伯公. In Maleisië en Singapore noemen de overzeese Chinezen hem Tua Pak Keng/大伯公.

## Kenmerken
Tudi Gong wordt geportretteerd als een oude man met een lange witte baard, met een gouden of zwarte muts en een rood of geel gewaad, wat hem als een bureaucraat afschildert. Hij draagt een houten staf in zijn rechterhand en een gouden lingot in zijn linkerhand.
Op het Chinese platteland heeft Tudi Gong ook een echtgenote, genaamd Tudi Po (土地婆) of Tudi Niangniang (Moeder Aarde/土地娘娘).

## Altaren en aanbidding
In China heeft bijna elk dorp en altaartje van Tudi Gong. Hij wordt aanbeden voor een goede oogst en ook om droogte of hongersnood te stoppen. Na de begrafenis van een geliefde, wordt hij ook aanbeden voor het bedanken van het gebruik van dat stukje aarde als begraafplaats. 
De plaatsing van Tudi Gong in dorpen is vrijwel altijd langs wegen die bij de ingangen van de dorpen zijn of op kruisingen van wegen. Het is goed te vergelijken met crucifix/kruisbeelden en Maria-altaren langs wegen in katholieke gebieden, zoals Zuidelijk Nederland en België. 
In veel daoïstische en andere Chinese religies gezinnen staan kleine altaartjes van hem onder het voorouderaltaar of bij de woningingang. Zo ook in Nederland komt dit voor. Voor 1949 was het gebruikelijk dat in elk Han-Chinees gezin een altaartje van hem aanwezig was. Het communisme heeft op het vasteland van China gezorgd voor een grote hetze tegen religie, waaronder ook de traditionele Chinese godsdienst. Vele straataltaren van Tudi Gong werden vernietigd door rode gardisten. Sinds de opendeurpolitiek in China is religie weer meer toegestaan. Vooral op het platteland is de bouw van altaren aan Tudi Gong snel gegaan. In andere gebieden met veel Chinezen komen altaartjes van Tudi Gong ook nog vaak voor. Vooral winkels in Hongkong en Macau hebben vlak bij de winkelingang een altaartje van hem, omdat daar nooit een communistisch bewind was.

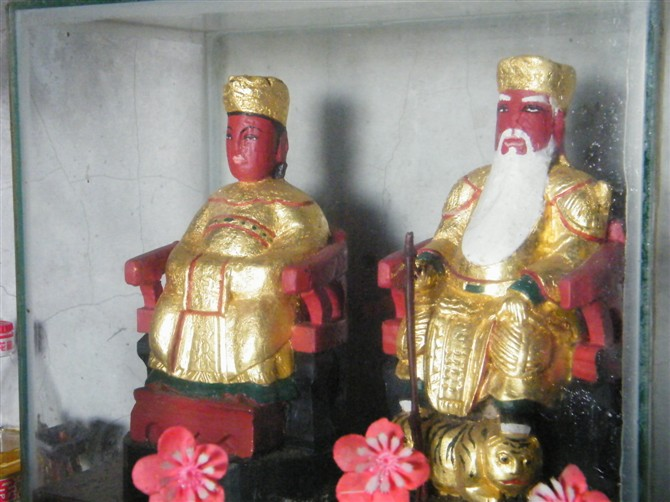
Tudi Gong met zijn echtgenote Tudi Po